# Labry (heraldyka)

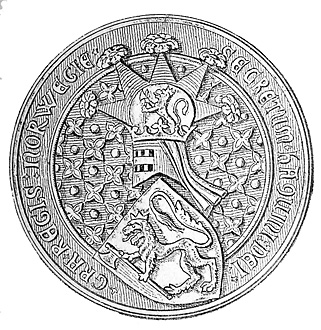
hełm z wczesną postacią labrów na pieczęci Haakona V, pocz. XIV w.

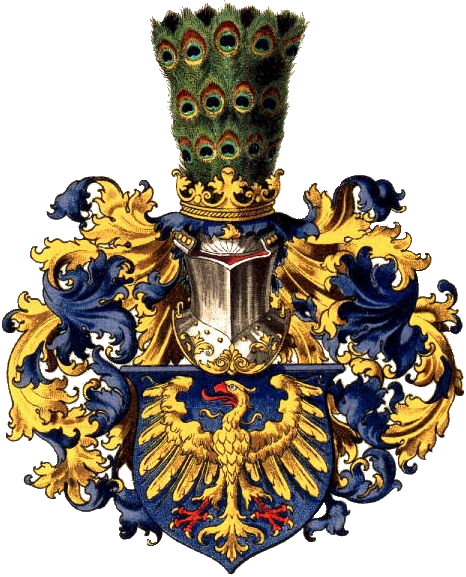
Herb Górnego Śląska ze złoto-niebieskimi labrami, hełmem heraldycznym, koroną rangową oraz klejnotem herbowym.

Labry (niem. labwerk (ornament roślinny), łac. lista, lusca, fascia) – części zewnętrzne tarczy herbowej, mające kształt wielkich liści wyszczerbionych, wyrastających z boków hełmu, zwykle symetrycznie po obu stronach, często obejmujące jako ornament również całą tarczę herbową.

## Ewolucja labrów
Mają one być symbolem płaszcza, albo peleryny, w których występowano na paradach turniejowych. Jednakże Alfred Znamierowski pisze, że symbolizują one chusty, którymi rycerz przykrywał hełm, by chronić go przed przegrzaniem. Najprawdopodobniej obie teorie są słuszne, bowiem chusty przykrywające hełm niekiedy rozrastały się do rozmiarów peleryny, tracąc swe pierwotne użytkowe znaczenie. Pochodzenie i ewolucję labrów pokazują dawne wizerunki herbów. Najwcześniejsze labry, stosowane przy hełmach garnczkowych mają postać zwykłej chusty, krótkiej pelerynki, z czasem z ozdobnie wycinanym brzegiem. Labry z XIV w. mają zwykle postać prostych wstęg, które w trakcie dalszej ewolucji stylistycznej przybierały coraz bardziej skomplikowany kształt, dochodząc w XV w. do znanej obecnie formy, zbliżonej do liści akantu. Już jednak w XIV wieku kolor labrów związany jest z kolorem tarczy i godła. Niekiedy spotykana jest zasada, zobowiązująca heraldyka do przedstawiania labrów "rozwianych w szarży". Choć wiele wizerunków herbów odpowiada tej regule, to zdarzają się jednak przedstawienia, zwłaszcza z XII i XIII w. z labrami raczej statycznymi. Najbogatsze i najbardziej wyrafinowane stylistycznie labry powstawały w późnym renesansie i na początku baroku. Niektóre style, jak klasycyzm, minimalizowały użycie labrów, często z nich wręcz rezygnując.
W heraldyce polskiej labry występują już od XIV w., stylistycznie zwykle zbliżone były do stylu heraldyki niemieckiej, choć bywały często wręcz pomijane.

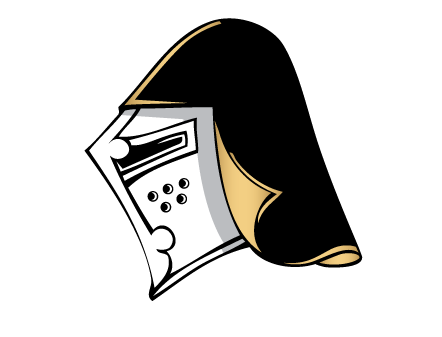
wczesna postać labrów – pocz. XIV w.
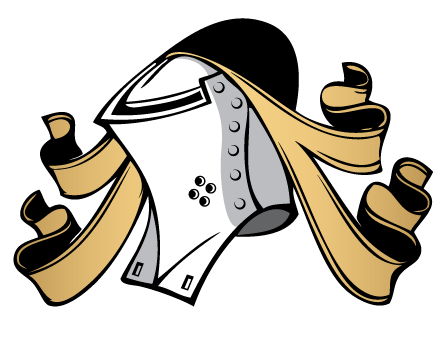
labry w XV w.
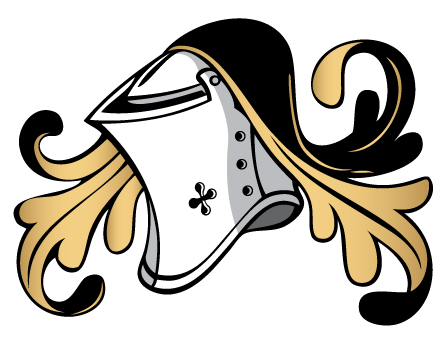
labry w pocz. XVI w.
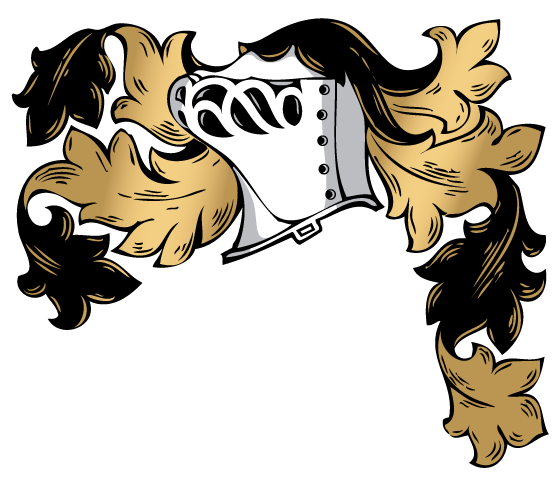
labry w końcu XVI w.

## Funkcja
Labry nie są nieodzownym elementem herbu, zgodnie z celem i intencją artysty mogą być pomijane, powinny jednak być zawsze stosowane przy pełnych przedstawieniach heraldycznych. W niektórych krajach zauważa się częstsze pomijanie labrów, lub ich minimalizowanie – np. w Hiszpanii, Portugalii czy Francji. Jedynie heraldyka napoleońska nadała labrom, zresztą specyficznie stylizowanym, specjalne znaczenie, przydzielając odpowiednim godnościom odpowiednio bogate rozczłonkowanie labrów.
Przywiązanie do stosowania labrów zauważa się głównie w krajach północnej i środkowej Europy.

## Zasady przedstawiania
Kształt labrów powinien być zgodny ze stylem reszty elementów herbu, zwłaszcza tarczy i hełmu.
Zasadniczą reguła heraldyczną dotyczącą labrów jest ich kolorystyka, zgodna z głównymi barwami herbu, przy czym zwykle kolor metaliczny lub futro są stosowane jako podbicie labrów. Inną postulowaną zasadą jest umieszczanie koloru godła na podbiciu a koloru tarczy na wierzchu labrów. W przypadku herbów złożonych, stosuje się różne kolory labrów po obu stronach tarczy.

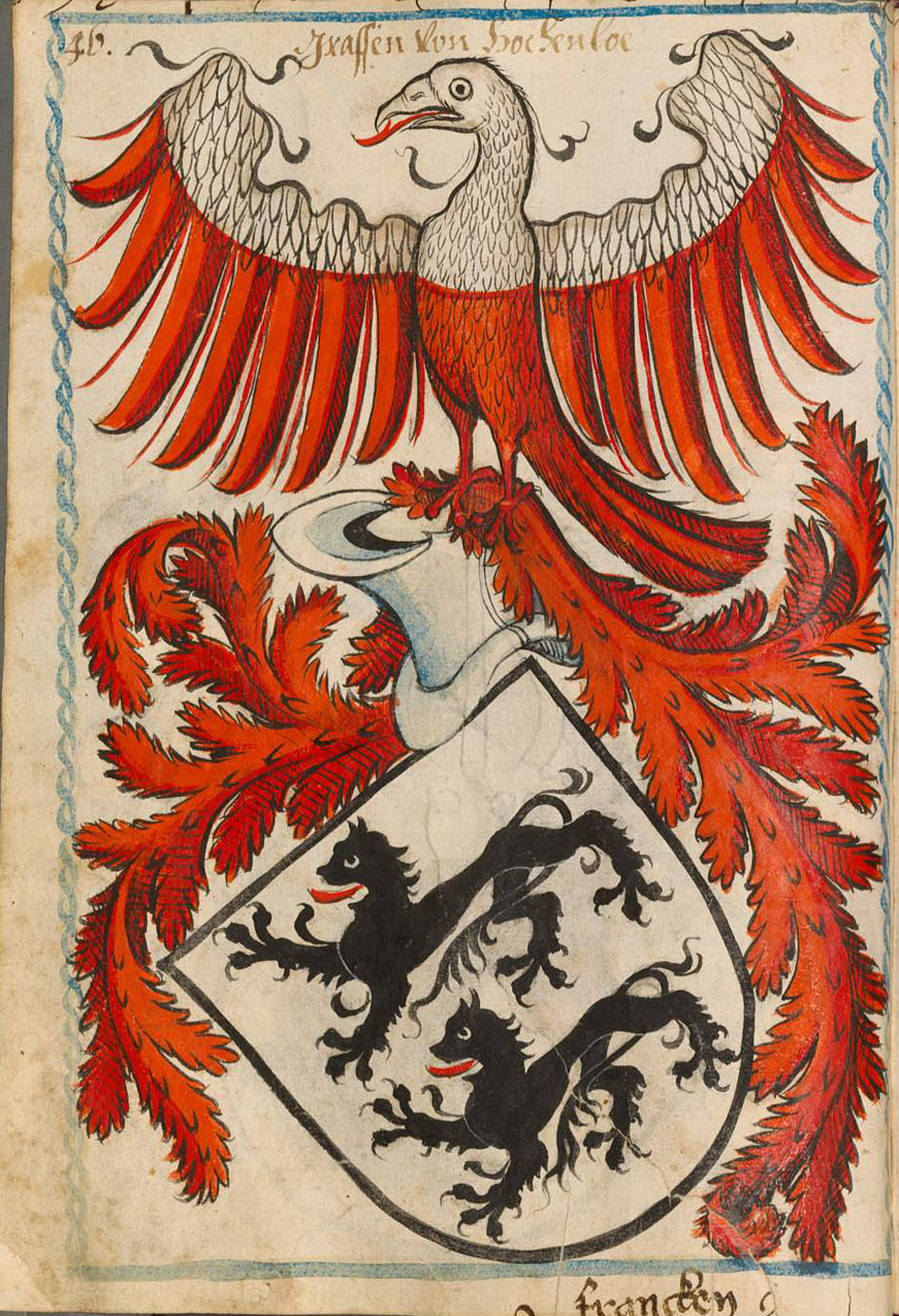
przykład labrów o barwach klejnotu, nie samego herbu

Spotykane jest również, zwłaszcza w heraldyce zachodnioeuropejskiej, szczególnie niemieckiej, nadawanie labrom barw klejnotu. Występuje to głównie w herbach w których łącznikiem między hełmem a klejnotem jest przepaska a nie korona, lub jest on usadowiony bezpośrednio na hełmie.
W bardzo tradycyjnej heraldyce brytyjskiej, do dziś dysponującej instytucjami heroldii (King of Arms, Court of Lord Lyon i in.} spotyka się stosowanie dwu kolorów na wierzchu, rzadziej, podbiciu labrów. Częstsze niż w heraldyce kontynentalnej spotykane jest stosowanie w labrach futra, zwykle gronostaja.
W niektórych krajach obowiązują inne zasady barwienia labrów. I tak w Szkocji labry zawsze są czerwone, podbite gronostajem, a na Węgrzech srebrno-błękitne z jednej i złoto-czerwone z drugiej strony.
Sporadycznie spotyka się przedstawienia herbów z labrami ale bez hełmów. Zwykle takie przedstawienia mają charakter notatek heraldycznych, sporządzanych w trakcie lustracji przez heroldów. Stosowane to było również przez heraldykę napoleońską, spotykane jest również w heraldyce terytorialnej (np Herb Szydłowca).